# Mesogenea persinuosella
Mesogenea persinuosella là một loài bướm đêm trong họ Noctuidae.